# Милорад Петровић Сељанчица
Милорад Петровић Сељанчица (Велика Иванча, 26. јул 1875 — Београд, 17. април 1921) био је српски песник, преводилац, учитељ и ратник.

## Биографија
Рођен је 1875. године у Великој Иванчи код Младеновца, где је завршио основну школу. Гимназију је завршио у Београду, а затим Учитељску школу у Алексинцу. У младости је стално носио шумадијску народну ношњу, а испод кошуље амајлију – платнени замотуљак са груменом земље из његове родне Иванче. Радио је у већем броју сеоских основних школа. Учествовао је у Балканским ратовима, у бици на Куманову и опсади Једрена. Сећао се како су ратници после освајања Једрена причали како им је жао што опсаду Једрена нису искористили да продуже даље, све до Цариграда. Учествовао је у Колубарској бици, после које је оболео од тифуса. Бугарске окупационе власти су га 1915. протерале преко Мораве као празноскитајушчег.
Сарађивао је са часописима: „Звезда", „Нова искра", „Бранково коло", „Босанска вила", „Зора" и „Будућност".
Преводио је поезију и прозу са француског, руског, пољског, чешког, словачког, словеначког и бугарског језика.
Године 1902. објавио је своју прву песнику збирку Сељанчица, по којој ће понети надимак. Годину дана касније објавио је проширено издање истоимене збирке. Његов рад био је критикован од стране модерниста као конзервативан, док му је конзервативни део књижевних критичара замерала новотарије и модернизам. Сима Пандуровић је за Петровића написао да се ради о "безосећајној незналици" и „шарлатану који записује све што чује по сеоским механама, сокацима и пољима". Јован Скерлић је записао: "...г. Петровић пада у одушевљење певајући да ће све донде трајати, и славе и Србина, докле год буде имало вина. Зато нам тако лепо и иде! Књижица г. Петровића је свежа, ведра, пријатна - права лепушкаста сељанчица. Али она је монотона као обзорје и живот сеоски, једнострана мотивима, претерано оптимистична по ономе што писац види на селу и што држи за достојно да се у стихове стави. Та оскудица надахнућа, та скученост хоризонта главна је мана целе наше младе поезије, целе, без и једнога изузетка. 'Сељанчице‘ се дају читати, то је књижица од вредности, али колико је све то далеко од праве поезије!"
Петровић је за стихове Играле се делије насред земље Србије, ситно коло до кола чуло се до Стамбола нашао инспирацију у сећању на ратна дејства током којих је опседано Једрене. Том приликом је српска војска жалила што не могу да освоје и Стамбол (данашњи Истанбул) „царски град охол".
Био је велики боем и дружио се са колегама песницима и писцима, попут Јанка Веселиновића и Антуна Густава Матоша.
Живео је одвојен од жене и деце у Крушевцу и Београду. Оболео је од туберкулозе. Заборављен од свих, умро је у беди и немаштини на Чукарици. Према речима његове супруге Руже, 3. марта 1921. је рекао да ће умрети 17. априла, што се и догодило. Сахрањен је у Београду на Топчидерском гробљу о државном трошку, без споменика на његовом гробу.

## Наслеђе
У градском парку у Младеновцу налази се његова спомен биста која је постављена 12. јула 2013. године.

## Дела
- Јесен стиже, дуњо моја
- Не лудуј, Лело, чуће те село
- Чини се, чини
- Све док је твога благог ока[2]
- Играле се делије, на сред земље Србије, за коју је музику компоновао Божидар Јоксимовић, 1919. године.[2]
- Мој дилбере, рођо моја
- По градини месечина
- Зарудела шљива ранка
- Сељанчица, збирка песама[2]
- Васкрсење, збирка родољубивих песама[2]
- Чучук Стана[2]